# Simon Monjack
Simon Mark Monjack (Hillingdon, 1970. március 9. – Los Angeles, 2010. május 23.) angol forgatókönyvíró, rendező és producer. Brittany Murphy férje volt.

## Élete
Londonban született zsidó családban. 2000-ben a Two Days, Nine Lives című film írója és rendezője volt.
Brittany Murphy-t 2007-ben vette feleségül. 2010-ben találtak a holttestére abban a házban, ahol a feleségét is holtan találták.